# The Cabin in the Woods

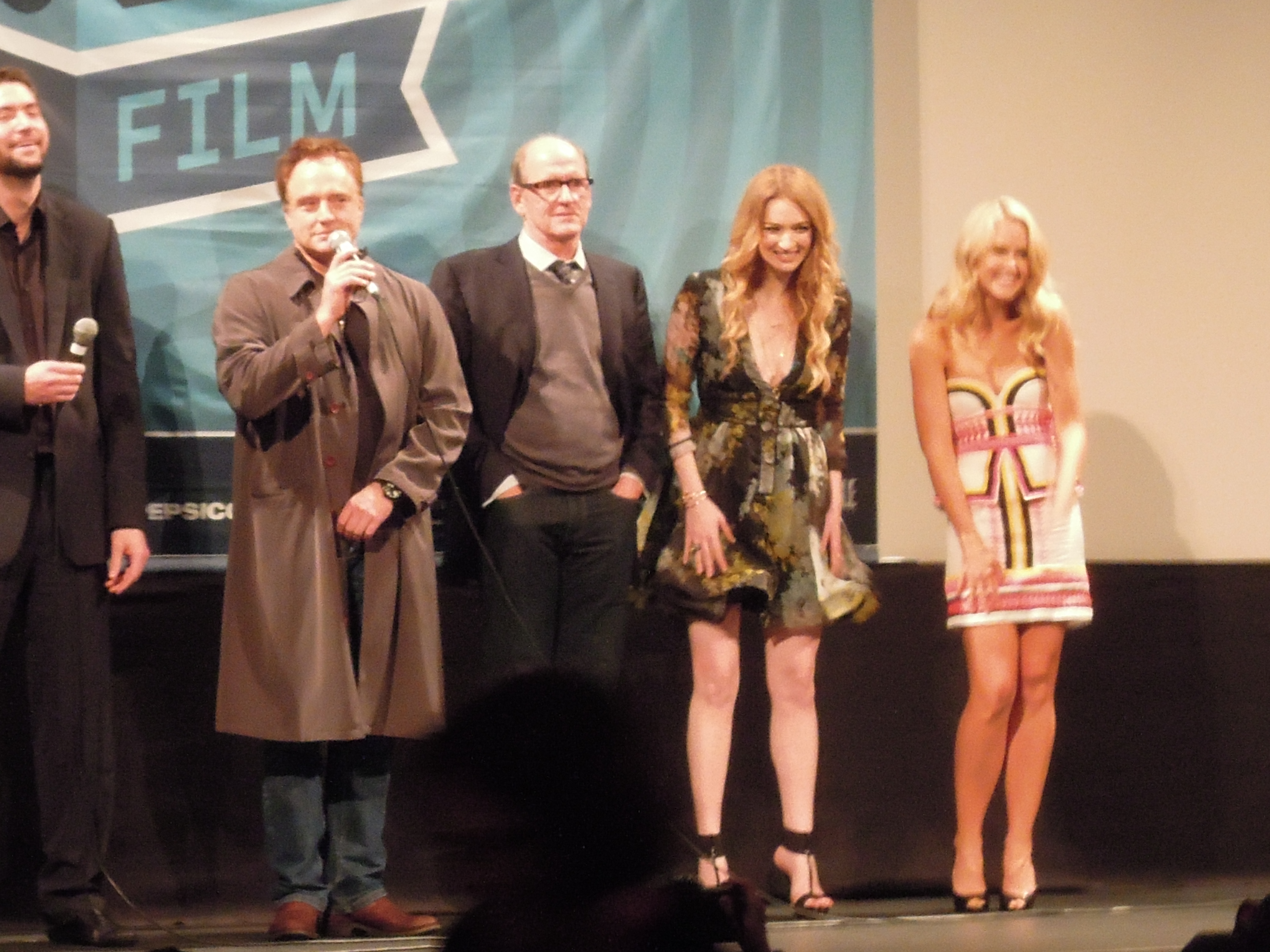
Deel van de cast en crew van Cabin in the Woods, v.l.n.r. Drew Goddard, Bradley Whitford, Richard Jenkins, Kristin Connolly, Anna Hutchison

The Cabin in the Woods is een Amerikaanse horrorfilm uit 2011 onder regie van Drew Goddard, die daarmee zijn regiedebuut maakte. Het scenario schreef hij samen met Joss Whedon, die de film ook produceerde. The Cabin in the Woods won onder meer een Saturn Award voor beste thriller/horrorfilm. Daarnaast werd hij genomineerd voor onder meer een Empire Award voor beste horror en een Hugo Award voor beste dramatische productie. De film ging op 9 maart 2012 in wereldpremière in de Verenigde Staten, kwam op 19 april 2012 uit in Nederland en op 2 mei 2012 in België.

## Verhaal
Dana Polk (Kristen Connolly), Holden McCrea (Jesse Williams), Marty Mikalski (Fran Kranz), Jules Louden (Anna Hutchison) en Curt Vaughan (Chris Hemsworth) gaan samen vakantie vieren in een afgelegen huisje in het bos. Wat zij niet weten, is dat het hutje deel uitmaakt van een geheim, wereldwijd project. Alles wat ze doen, wordt gevolgd op monitoren door een speciale projectgroep, die alles in en om het huis op afstand kan manipuleren. De kelder ligt dan ook niet voor niets vol met obscure voorwerpen. Zodra de groep deze vindt, hebben ze zonder het te weten hun eigen noodlot in handen. Ieder voorwerp staat namelijk voor een andere gruwel afkomstig uit de wereld van de horrorfilms. Na uit een dagboek een Latijnse tekst hardop te lezen, hebben ze zonder het te beseffen een groep zombies opgeroepen. Nadat Dana en Marty uit het bos kunnen ontsnappen via een ondergrondse lift, komen ze in een soort magazijn terecht waar allerhande monsterachtige wezens leven. Ook komen ze van de organisatie te weten dat minstens Marty ook nog moet sterven om een ritueel af te werken. Indien Marty niet sterft, zullen de oude Goden herrijzen en de mensheid uitroeien. Dana en Marty slagen erin om alle monsters te bevrijden waardoor een heus bloedbad ontstaat. Uiteindelijk besluit het duo om het ritueel niet verder uit te voeren omdat ze van mening zijn dat de mensheid zijn tijd heeft gehad en dat nu maar eens andere levensvormen aan de macht moeten komen.

## Rolverdeling
| Acteur           | Personage         |
| ---------------- | ----------------- |
| Kristen Connolly | Dana Polk         |
| Chris Hemsworth  | Curt Vaughan      |
| Anna Hutchison   | Jules Louden      |
| Fran Kranz       | Marty Mikalski    |
| Jesse Williams   | Holden McCrea     |
| Richard Jenkins  | Steve Hadley      |
| Bradley Whitford | Richard Sitterson |
| Amy Acker        | Wendy Lin         |

## Achtergrond
De film werd opgenomen van maart tot en met mei 2009 in Vancouver, Canada. Regisseur Goddard werkte eerder samen met Whedon als schrijver voor de televisieseries Buffy the Vampire Slayer en Angel. Whedon omschreef de film zelf als een poging om het horrorgenre nieuw leven in te blazen. Hij noemt het een "liefkozende haatbrief" jegens het genre. "Aan de andere kant is het een serieuze bekritisering op waar we wel en niet van houden wat betreft horrorfilms. Ik hou ervan om bang te zijn. Ik hou van die mix van spanning, horror, de objectificatie/identificatie die je hebt wanneer je wilt dat het goed komt met de hoofdpersoon, maar tegelijkertijd ook wilt dat ze de duisternis in gaan en iets vreselijks tegenkomen. Waar ik niet van hou, is van jongeren die zich als idioten gedragen, de regressie van de horrorfilm naar martelporno en een lange reeks van sadistische bestraffingen. Drew en ik vonden allebei dat het wat te veel die richting op ging."

## Ontvangst
Op Rotten Tomatoes had The Cabin in the Woods na 230 recensies een score van 93%. The Digital Fix noemde de productie "een van onze favoriete horrorfilms aller tijden" en gaf de film een 10.
Op de Internet Movie Database (IMDB) beoordelen meer dan 300.000 stemmers de film met een 7.

## Trivia
- Acteurs Acker en Kranz speelden allebei ook in de door Whedons gemaakte televisieserie Dollhouse. Acker behoorde daarnaast tot de cast van Angel, eveneens van Whedon.
- Acteur Hemsworth speelde eerder Thor in de film The Avengers, die Whedon mede regisseerde.